# آبشار کادالوندی برد سانکتوری
آبشار کادالوندی برد سانکتوری (به انگلیسی: Kadalundi Bird Sanctuary) آبشاری است که در کرالا، هند واقع شده و ارتفاع کلی ریزشگاه آن ۲۰۰ متر (۶۶۰ فوت) است.